# Конкурс имени Левентритта
Конкурс имени Левентритта (англ. Leventritt Competition) — международный конкурс пианистов и скрипачей, который проходил в Нью-Йорке (нерегулярно) в 1939—1976 гг. Проводился Фондом Левентритта и назван в память юриста и любителя музыки Эдгара Левентритта (1874—1939). Конкурсы проводились с чередованием исполнительских специальностей (один конкурс посвящён только пианистам, следующий — только скрипачам, и т. д.).
В 1959 г. конкурс Левентритта, выигранный Малколмом Фрейджером при участии в жюри Абрама Чейзинса, Нади Рейзенберг, Алфреда Уолленстайна, Рудольфа Серкина, Леона Флейшера и других выдающихся музыкантов, был назван журналом Time самым престижным конкурсом инструменталистов в США; в этом же году финальный этап конкурса стал открытым для публики.
Несмотря на то, что среди его победителей были выдающиеся музыканты, организаторы конкурса к началу 1970-х годов разочаровались в самом жанре исполнительского состязания: как заявила в 1979 г. Розали Левентритт, одна из попечителей Фонда, «соревнования выводят особую породу музыкантов, которую совершенно не хочется поддерживать», — играющих для жюри, а не для слушателей, стремящихся к техническим достижениям, а не к художественным. В 1981 г., однако, конкурсная награда была присуждена ещё раз (при этом состязание не проводилось) пианистке Сесиль Ликад.
В целом, по мнению музыковеда Джозефа Горовица, Конкурс имени Левентритта и Конкурс Вана Клиберна представляют собой выразительное противостояние: первый является воплощением характерных для американской музыкальной жизни 1940-50-х элитарности и сильной культурной зависимости от Европы, второй — типичное для более позднего этапа в американском культурном развитии преобладание популистских настроений, оптимизма и небрежной наивности (англ. heedless naivity).

## Лауреаты
| 1939 | Сидней Фостер                 |
| 1941 | Эрно Валасек                  |
| 1942 | первая премия не присуждена   |
| 1943 | Юджин Истомин                 |
| 1944 | Жанна Терьян                  |
| 1945 | Луиза Майснер                 |
| 1946 | Дэвид Надьен                  |
| 1947 | Алексис Вайсенберг            |
| 1948 | Джин Грэм                     |
| 1949 | Гэри Графман                  |
| 1954 | Ван Клиберн                   |
| 1955 | Бетти Джин Хаген              |
| 1956 | Джон Браунинг                 |
| 1957 | Антон Куэрти                  |
| 1958 | Арнолд Стайнхардт             |
| 1959 | Малколм Фрейджер              |
| 1960 | первая премия не присуждена   |
| 1962 | Мишель Блок                   |
| 1964 | Ицхак Перлман                 |
| 1967 | Пинхас Цукерман и Чон Кён Хва |
| 1969 | Джозеф Каликстайн             |
| 1976 | первая премия не присуждена   |
| 1977 | Митчел Стерн                  |
| 1981 | Сесиль Ликад                  |